# Contradiction performative
Une contradiction performative est une affirmation qui n'est pas contradictoire par elle-même, mais qui entre en contradiction avec le fait que quelqu'un ait pu l'énoncer.
L'exemple le plus simple de contradiction performative est un énoncé du type « Je ne dis jamais la vérité ». Cette phrase n'a de sens que si l'on peut donner un sens au « je ». Elle devient contradictoire avec le fait que moi je le dise. En effet, si cette affirmation est vraie, alors toutes les affirmations que j'énonce doivent être fausses, et par conséquent, l'affirmation « Je ne dis jamais la vérité » doit également être fausse. Par conséquent, cette affirmation ne peut pas être vraie. Néanmoins celle-ci peut-être fausse sans que s'ensuive une contradiction puisqu'il est clair que s'il est faux que « Je ne dise jamais la vérité » cela ne sous-tend pas nécessairement que je la dis toujours et de ce fait, tout en mentant actuellement, j'aurais pu (ou pourrai) quelquefois dire la vérité.
Un autre exemple est la phrase "Je dors." En effet si quelqu'un dort, il ne peut pas parler. Si quelqu'un prononce cette phrase, c'est qu‘il ne dort pas encore. 
La contradiction provient de la dimension performative de l'énonciation. Lorsqu'on énonce une proposition P, on ne se contente pas d'affirmer P, mais on affirme aussi (implicitement) : « Il existe une personne qui affirme P ». De fait même si P n'est pas contradictoire, la conjonction des deux propositions P ET « Il existe quelqu'un qui affirme P » peut être contradictoire : c'est la contradiction performative.